# Salamanca (lokomotiva)
Salamanca je jedna z prvních, ne-li vůbec první ozubnicová parní lokomotiva, která doznala plného praktického využití ve službě. Lokomotivu navrhl v roce 1811 John Blenkinsop a na konstrukci lokomotivy se podílel Matthew Murray. Lokomotiva byla vyrobena a uvedena do provozu v roce 1812 na železnici důlní společnosti Middleton Colliery Railway spojující Middleton a Leeds ve Velké Británii. Provoz lokomotiv ukončila v roce 1834 další exploze kotle, k předchozí explozi došlo již v roce 1818. V obou případech bylo příčinou přetopení kotle a absence pojišťovacích ventilů.
Označení, resp. pojmenování Salamanca připomíná bitvu u Salamanky (město ve Španělsku), ve které v roce 1812 britsko-portugalská aliance porazila francouzské vojsko.

## Konstrukce

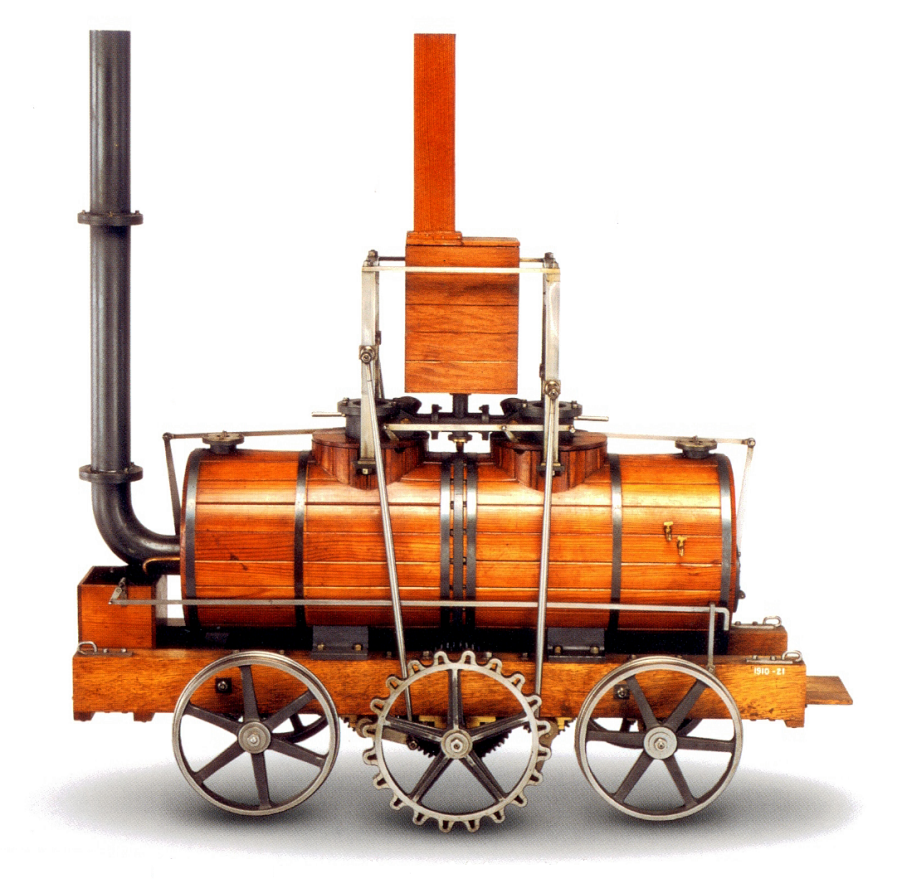
Model 1:8 v Národním železničním muzeu v Yorku (GB)

Konstrukce lokomotivy byla řešena s jedním hnacím kolem, které bylo umístěno mezi běžnými koly a bylo ozubené. Toto ozubené kolo zapadalo do ozubeného hřebene uloženého vně koleje. Tímto řešením bylo dosaženo přenosu velké tažné síly lokomotivy i při její malé adhezní hmotnosti. Touto konstrukcí byl položen základ dalších ozubnicových železnic. Dvě běžná dvojkolí pouze nesla hmotnost stroje a zajišťovala směrové vedení. Lokomotiva byla konstruována pro rozchod 1 245 mm.

## Pohon
Pohon zajišťoval parní stroj, kdy byly použity dva vertikální válce umístěné symetricky ke středu stroje nad ozubeným kolem. Pro konstrukci stroje byly použity hnací válce s průměrem 8" (203 mm) a zdvihem 20" (508 mm), které zajišťovaly potřebnou tažnou sílu pro provoz s těžkými uhelnými vozy. Lokomotiva byla schopna utáhnout až 100 t, tj. 30 vagonů naložených uhlím.
Přenos síly byl realizován pomocí dvou klikových mechanizmů, pro každý válec jeden, které poháněly přes pomocná ozubená kola (pastorky, 30 zubů) společné ozubené kolo (60 zubů) na hlavním hřídeli s kolem ozubnice (20 zubů). Jako jedna z prvních lokomotiv měla dvouválcový parní stroj a v konstrukci bylo použito pootočení úhlu záběru těchto strojů o 90° tak, aby byl střídavě překonáván mrtvý bod úvrati. Tímto řešením odpadla nutnost použití setrvačníku, který u starších, jednoválcových typů lokomotiv pomáhal k překonání úvrati,. Tato konstrukce taktéž umožňovala rozjezd i v případě, že se při zastavení nacházel jeden píst v úvrati, kdy u jednoválcových strojů nebylo toto možné.

## Kotel
V konstrukci stroje byl použit jednoplamencový kotel. Válce byly zasazeny vertikálně přímo do těla kotle (mimo plamenec).